# Irena Bihariová
Irena Bihariová (* 15. září 1980, Trnava) je slovenská právnička a politička. Od května 2022 je místopředsedkyní hnutí Progresívne Slovensko.
Absolvovala Právnickou fakultu Univerzity Komenského. Zabývá se problematikou extremistických trestných činů včetně činů na internetu.
Od roku 2009 vede sdružení Lidé proti rasismu. 29. července 2013 se stala místopředsedkyní Výboru pro předcházení a eliminaci rasismu, xenofobie, antisemitismu a ostatních forem intolerance na slovenském Ministerstvu vnitra. Byla zvolena delegátkou Výboru v Koordinační skupině pro přípravu Celostátní strategie ochrany a podpory lidských práv v SR.
Je romské národnosti, z (podle vlastních slov) „asimilované rodiny”.

## Politické působení
8. května 2019 byla Bihariová zvolena místopředsedkyní hnutí Progresívne Slovensko. V parlamentních volbách v únoru 2020 kandidovala na čtvrtém místě kandidátky koalice PS/SPOLU. Ve volbách získala 46 798 hlasů, po zohlednění preferenčních hlasů se umístila na 4. místě kandidátky. Kvůli celkovému výsledku koalice se do parlamentu nedostala.
Dne 4. března 2020 potvrdila, že bude kandidovat za předsedkyni hnutí Progresívne Slovensko. Na sněmu strany 6. června 2020 se jí stala. Získala 105 hlasů, dosavadní předseda Michal Truban získal 100 hlasů.